# Худешть
Худешть, Худешті (рум. Hudești) — село у повіті Ботошані в Румунії. Входить до складу комуни Худешть.
Село розташоване на відстані 413 км на північ від Бухареста, 45 км на північ від Ботошань, 136 км на північний захід від Ясс.

## Населення
За даними перепису населення 2002 року у селі проживала 2471 особа, з них 2470 осіб (> 99,9%) румунів. Рідною мовою 2470 осіб (> 99,9%) назвали румунську.